# Vantinge
Vantinge is een plaats in de Deense regio Zuid-Denemarken, gemeente Faaborg-Midtfyn. De plaats telt 226 inwoners (2008).